# Taeniogyrus cidaridis
Taeniogyrus cidaridis is een zeekomkommer uit de familie Chiridotidae.
De wetenschappelijke naam van de soort werd in 1915 gepubliceerd door H. Ohshima.